# Phytomyza spinaciae
Phytomyza spinaciae este o specie de muște din genul Phytomyza, familia Agromyzidae, descrisă de Friedrich Georg Hendel în anul 1928.
Este endemică în Germania. Conform Catalogue of Life specia Phytomyza spinaciae nu are subspecii cunoscute.